# Владимир Арнолд
Владимир Арнолд (на руски: Влади́мир И́горевич Арно́льд) е съветски, руски и френски математик, един от най-големите съвременни математици. Най-известното му постижение е Теоремата на Колмогоров-Арнолд-Мосер, отнасяща се до стабилността на интегрируемите Хамилтонови системи. Има основни заслуги в теорията на динамичните системи, топологията, алгебричната геометрия, класическата механика и др.

## Биография
През 1959 се дипломира в Московския държавен университет, където работи до 1986 (професор от 1965). След това работи в Математическия институт „В. А. Стеклов“ в Москва, а по-късно започва работа и в Парижкия университет „Пари-Дофин“.
През 1990 е приет за член на Академията на науките на СССР (от 1991: Руска академия на науките). Още студент, на 20 години, дава решение на 13-ата задача на Хилберт, заедно със своя преподавател в Московския университет Андрей Колмогоров.
Арнолд е известен със своя стил на писане, който съчетава математическата строгост с физическа интуиция, както и лесен за възприемане стил на преподаване. Има ясно изразено предпочитание към геометричния подход в решаването на математически задачи, например при обикновените диференциални уравнения.
Като професор във Франция Арнолд е яростен противник на школата на Бурбаки – течение във френските математически среди от средата на 20 век, отличаващо се с придаване на допълнителна абстрактност на математиката. Според него това е основна причина за влошаване на преподаването по математика във Франция и в другите държави.
Носител е на Ленинската награда (1965, заедно с Колмогоров), наградата „Крафорд“ (1982), наградата „Харви“ (1984) и наградата „Волф“ (2001).
Астероидът 10031 Владарнолда, открит от руската астрономка Людмила Георгиевна Карачкина през 1981, е наречен на негово име.

## Избрана библиография
- V. I. Arnold, Mathematical Methods of Classical Mechanics, Springer-Verlag (1989), ISBN 0-387-96890-3
- V. I. Arnold, Geometrical Methods In The Theory Of Ordinary Differential Equations, Springer-Verlag (1988), ISBN 0-387-96649-8
- V. I. Arnold, Ordinary Differential Equations, The MIT Press (1978), ISBN 0-262-51018-9
- V. I. Arnold, A. Avez, Ergodic Problems of Classical Mechanics, Addison-Wesley (1989), ISBN 0-201-09406-1
- V. I. Arnold, Teoriya Katastrof (Catastrophe Theory, in Russian), 4th ed. Moscow, Editorial-URSS (2004), ISBN 5-354-00674-0
- V. I. Arnold, Yesterday and Long Ago, Springer (2007), ISBN 978-3-540-28734-6.